# Centro Cultural Coreano
O Centro Cultural Coreano (hangul: 한국문화원, hanja: 韓國文化院) é uma instituição sul-coreana sem fins lucrativos, que tem por objetivo divulgar a cultura sul-coreana e promover intercâmbios culturais. É mantida pelo Serviço de Cultura e Informação Coreana, do Ministério da Cultura, Esportes e Turismo da Coreia do Sul. Como parte dos esforços para introduzir e difundir o interesse em diversos aspectos da cultura coreana, os centros promovem atividades de artes plásticas, cinema, música, literatura, esportes e culinária.
Atualmente existem 32 centros espalhados em 27 países. Um deles está localizado em São Paulo, no Brasil.

## Lista de centros

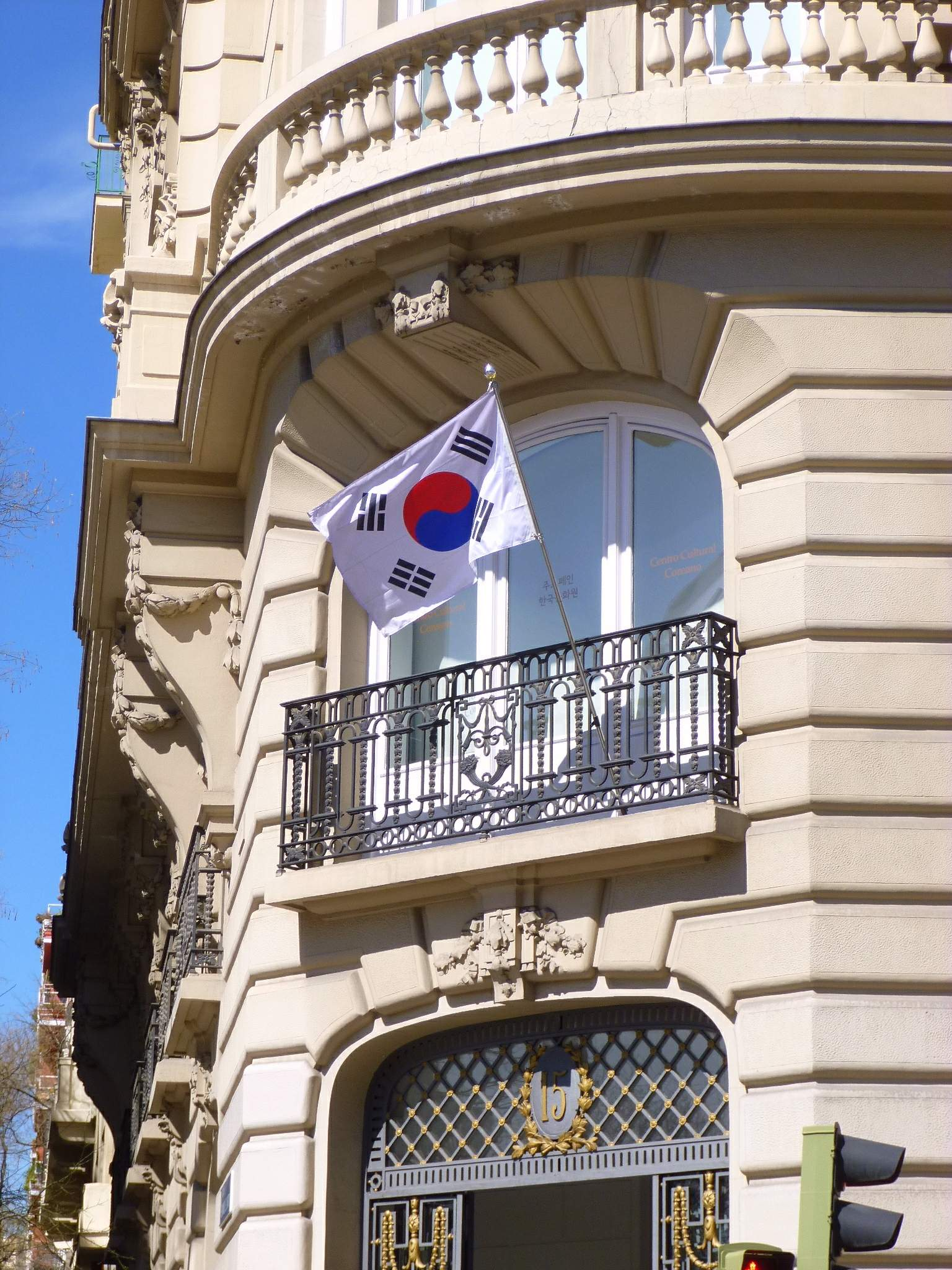
Sede do Centro Cultural Coreano em Madrid.

Mapa de países com Centros Culturais Coreanos.

Os Centros Culturais Coreanos estão presentes nas seguintes cidades:

### Ásia-Pacífico
- Austrália - Sydney
- China - Pequim, Hong Kong e Xangai
- Índia - Nova Delhi
- Indonésia - Jacarta
- Japão - Tóquio e Osaka
- Cazaquistão - Astana
- Filipinas - Taguig
- Tailândia - Bangkok
- Vietname - Hanoi

### Europa
- Bélgica - Bruxelas
- França - Paris
- Alemanha - Berlim
- Hungria - Budapeste
- Itália - Roma
- Polónia - Varsóvia
- Rússia - Moscou
- Espanha - Madrid
- Reino Unido - Londres

### América
- Argentina - Buenos Aires
- Brasil - São Paulo
- Canadá - Ottawa
- México - Cidade do México
- Estados Unidos - Washington D.C., Los Angeles e Nova York

### Oriente Médio e África
- Egito - Cairo
- Nigéria - Abuja
- Turquia - Ancara
- Emirados Árabes Unidos - Abu Dhabi

## No Brasil
O primeiro Centro Cultural Coreano no Brasil foi inaugurado em 2013, no bairro de Higienópolis, em São Paulo. Em 2019, foi inaugurada uma nova sede, na Avenida Paulista, onde também está localizado o Instituto King Sejong, um centro de estudos da língua coreana. O evento de inauguração contou com a participação da cantora de K-pop Minzy e da banda de música folclórica Namsadangpae. Também esteve presente no evento o vice-ministro da Cultura, Esportes e Turismo da República da Coreia, Roh Tae Kang.
O espaço de 900 m² possui uma área de exposições, biblioteca, cozinha e salas de aula. A decoração, inspirada em construções da Dinastia Joseon, foi feita pelo designer coreano Kira Kim, e conta com telas interativas de alta tecnologia.
O Centro também promove, anualmente, a Mostra de Cinema Coreano em São Paulo, mas que ocorre fora do espaço. As últimas edições foram realizadas no Centro Cultural São Paulo e na Cinemateca Brasileira.

## Instituto King Sejong
Os espaços dos centros culturais coreanos também possuem pólos do Instituto King Sejong, uma instituição pública sob a influência do Ministério da Cultura, Esporte e Turismo da Coreia do Sul, criada para gerenciar o ensino da língua coreana no exterior e expandir o alcance da cultura coreana. O Instituto, criado pelo governo sul-coreano em 2007, tem o seu nome em homenagem ao Rei Sejong, o Grande, criador do alfabeto hangul. O Instituto introduz a língua coreana e a cultura coreana para estrangeiros, e trabalha para que o interesse dos alunos pela Coreia se desenvolva em um melhor entendimento e amor pelo país.
A primeira conceitualização do Instituto foi feita em 2008, quando, em uma reunião de gabinete, o Presidente Roh Moo-Hyun instruiu a criação de “direcionamentos para o fortalecimento da competitividade internacional do Hangul”. No ano seguinte, foi criado o Comitê de Fortalecimento da Competitividade Nacional, em ação conjunta entre 7 ministérios, do “Esquema para Expansão, Propagação e Globalização da Língua Coreana”. Os esforços para solidificação do plano seguiram nos anos seguintes, e, em 24 de outubro de 2012, foi registrada a Fundação Instituto King Sejong.
Atualmente, o Instituto Rei Sejong está presente e oferece aulas de língua e cultura coreana nas seguintes cidades do Brasil: Brasília (DF), Campinas (SP), São Leopoldo (RS), e São Paulo (SP). 